# Frontière relative d'un convexe
Cet article court présente un sujet plus développé dans : Adhérence, intérieur et frontière d'un convexe.
En géométrie, la frontière relative d’un convexe {\displaystyle C} est la frontière de {\displaystyle C} relativement à son enveloppe affine.

## Définition
Soit un convexe {\displaystyle C\subset \mathbb {R} ^{n}}. On note {\displaystyle \mathrm {aff} (C)} son enveloppe affine.
Un point {\displaystyle x} est un point intérieur relatif de {\displaystyle C} s'il existe {\displaystyle \varepsilon >0} tel qu'il existe une boule centrée en {\displaystyle x} et de rayon {\displaystyle \varepsilon }{\displaystyle B(x;\varepsilon )} vérifiant {\displaystyle B(x;\varepsilon )\cap \mathrm {aff} (C)\subset C}. L'ensemble des points intérieurs relatifs de {\displaystyle C} est l'intérieur relatif de {\displaystyle C}, noté {\displaystyle \mathrm {ir} (C)}. La frontière relative de {\displaystyle C} est donc égale à {\displaystyle C\setminus \mathrm {ir} (C)}.